# NYC Ghosts & Flowers
NYC Ghosts & Flowers je studiové album americké rockové kapely Sonic Youth, které bylo vydáno roku 2000. Jeho nahrávání probíhalo již od srpna roku 1999. Texty na albu jsou do velké míry ovlivněny poezií beatnické generace.

## Seznam skladeb
| Pořadí         | Název                          | Délka |
| -------------- | ------------------------------ | ----- |
| 1.             | Free City Rhymes               | 7:32  |
| 2.             | Renegade Princess              | 5:49  |
| 3.             | Nevermind (What Was It Anyway) | 5:37  |
| 4.             | Small Flowers Crack Concrete   | 5:12  |
| 5.             | Side2Side                      | 3:34  |
| 6.             | StreamXSonik Subway            | 2:51  |
| 7.             | NYC Ghosts & Flowers           | 7:52  |
| 8.             | Lightnin'                      | 3:51  |
| Celková délka: | Celková délka:                 | 42:18 |